# Oclusiva glotal sorda
L'oclusiva glotal sorda o cop de glotis, és un so de la parla que es representa com a [ʔ] en l'AFI i està present a diversos idiomes, tot i que no en tots té el caràcter de fonema. En moltes llengües amb l'oclusiva glotal fonèmica, és escrit amb l'apòstrof o un variant d'aquest, com ara el ʻokina del hawaià. L'oclusiva glotal és molt comuna en les llengües austronèsies, i es troba també en àrab i algunes llengües caucàsiques, entre d'altres. En alemany estàndard, tots els mots començats amb vocal ortogràfica presenten aquest so [ʔ] en la pronunciació -precedint immediatament la vocal inicial del mot-, si aquesta vocal ortogràfica inicial és tònica: així, mots com ara <Ạufklärung> [ˈʔɑ͡ʊ̯fkl̥ɛʁʊŋ], <Ạufhebung> [ˈʔɑ͡ʊ̯fhebʊŋ] o <Ụ̈bermensch> [ˈʔyːbɐˌmɛnʲʃʷ] comencen, en la pronunciació, amb aquest so. Aquest fet impedeix el fenomen de la liaison, tan freqüent a les llengües romàniques i explica per què en la poesia al·literativa alemanya les vocals tòniques inicials de mot al·literen entre si; així, el vers 21 de la Cançó d'en Hiltibrant:
| « | <arbeo laosa: ǁ her raet ôstar hina> | » |

s'ha de llegir
| « | <ʔarbeo laosa: ǁ her raet ʔôstar hina> | » |

## Característiques
- És una oclusiva perquè hi ha una interrupció total de l'aire en passar per la glotis.
- És una consonant pulmonar oral.

## En català
El català no posseeix aquest so, tot i que de vegades apareix en pronúncies descuidades d'interjeccions que contenen una H.